# Tramway de Vienne
Le Tramway de Vienne compte 28 lignes desservant la ville de Vienne en Autriche.

## Historique

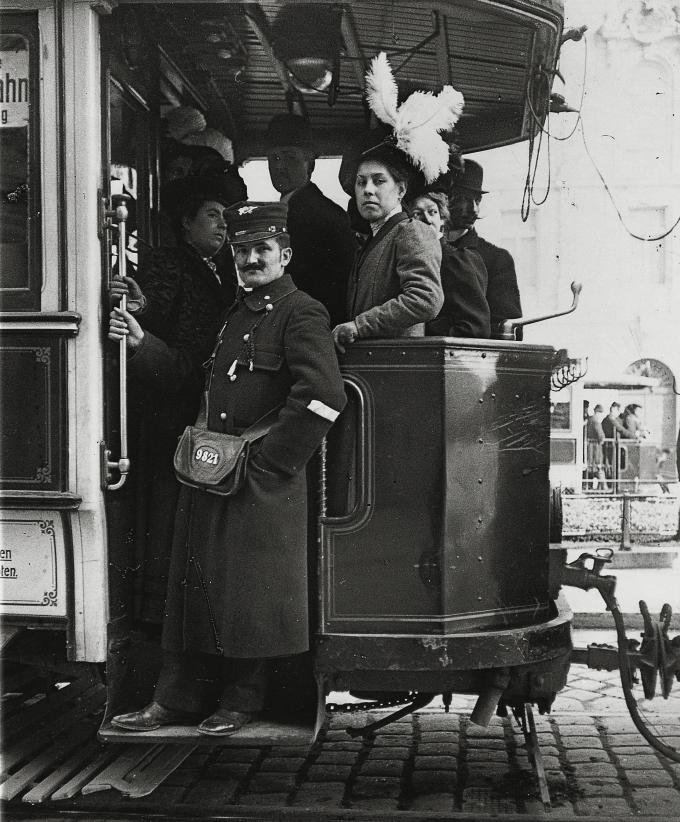
Plate-forme arrière d’un tramway viennois, photographiée par Emil Mayer entre 1905 et 1914.

## Réseau actuel
Le réseau, composé de vingt-huit lignes, est le service le plus étendu dans le pays et l'un des plus importants au monde. Il est géré par la société Wiener Linien.

### Le matériel roulant

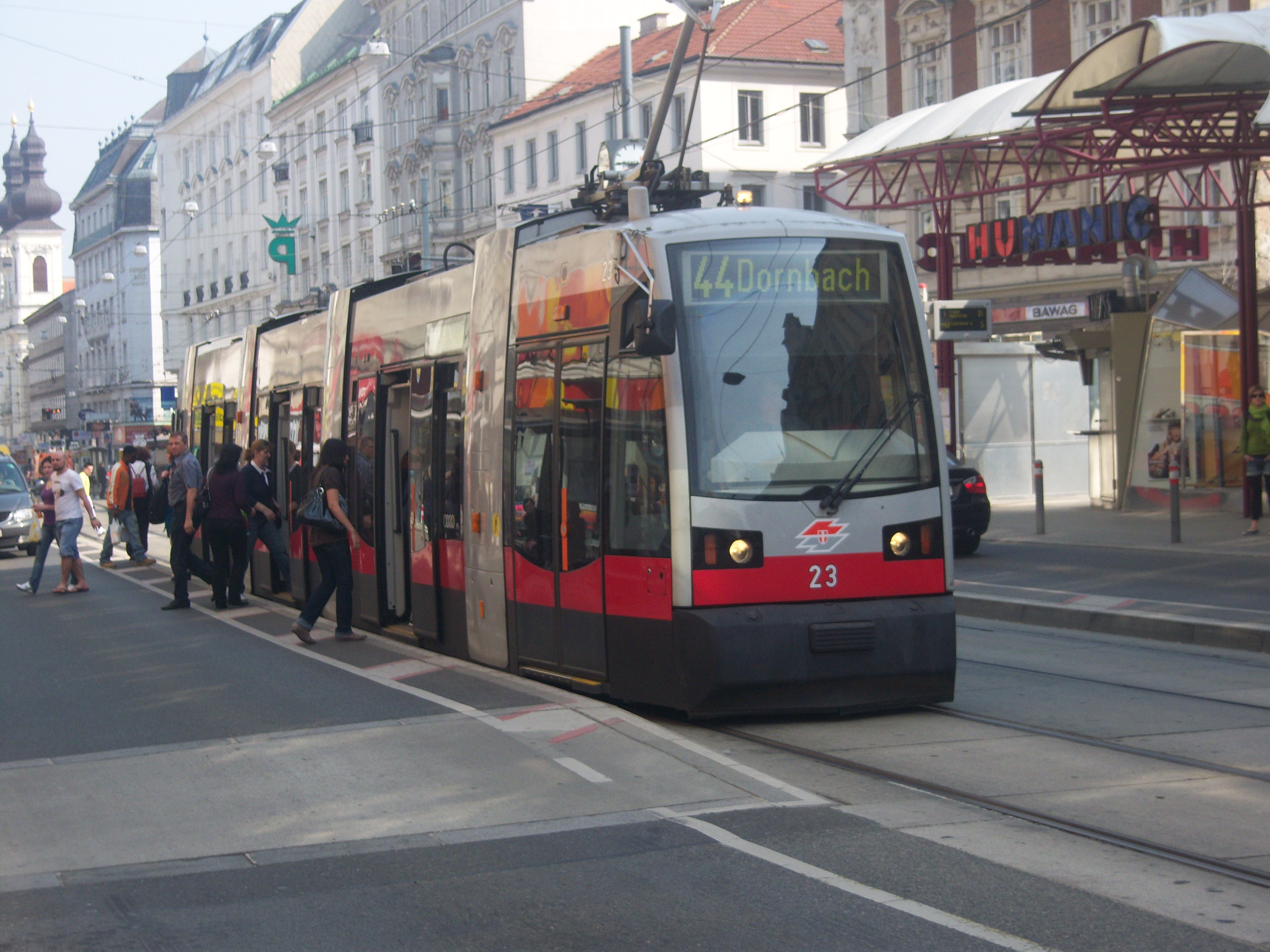
Tramway de type ULF A

Plus de 500 rames circulent sur le réseau, les plus vieilles datant de 1977, et les plus récentes étant toujours en livraison en 2025.